# Sameh Choukri
 (mars 2021).
Si vous disposez d'ouvrages ou d'articles de référence ou si vous connaissez des sites web de qualité traitant du thème abordé ici, merci de compléter l'article en donnant les références utiles à sa vérifiabilité et en les liant à la section « Notes et références ».
Sameh Choukri (en arabe سامح شكري), né le 20 octobre 1952, est un diplomate égyptien qui a notamment travaillé à    l'ambassade d’Égypte aux États-Unis de 2008 à 2012 ou dans les représentations internationales comme les offices des Nations unies à Genève ou à Vienne.
Il est nommé ministre des Affaires étrangères le 17 juin 2014 dans le gouvernement Mahlab II après le putsch d'Abdel Fattah al-Sissi.
En janvier 2022, il est nommé president de la COP27 qui se déroule en Égypte en novembre 2022.